# Месьончково
Месьончково (пол. Miesiączkowo, нім. Miesionskowo, 1939-45: Mesenz) — село в Польщі, у гміні Ґужно Бродницького повіту Куявсько-Поморського воєводства.
Населення — 587 осіб (2011).
У 1975-1998 роках село належало до Торунського воєводства.

## Демографія
Демографічна структура станом на 31 березня 2011 року:
|          | Загалом | Допрацездатний вік | Працездатний вік | Постпрацездатний вік |
| -------- | ------- | ------------------ | ---------------- | -------------------- |
| Чоловіки | 292     | 70                 | 202              | 20                   |
| Жінки    | 295     | 72                 | 173              | 50                   |
| Разом    | 587     | 142                | 375              | 70                   |